# К-324
К-324 — советская подводная лодка проекта 671РТМ «Щука», седьмой корабль в серии.

## История
8 февраля 1980 года была официально зачислена в списки кораблей ВМФ СССР. 23 февраля того же года состоялась закладка корабля на судостроительном заводе имени Ленинского Комсомола в Комсомольске-на-Амуре. 7 сентября была спущена на воду, 30 декабря официально вошла в строй.
24 января 1981 года вошла в состав 45-й дивизии 2-й флотилии подводных лодок Тихоокеанского флота.
В 1983 году совершила межфлотский переход на Северный флот, переведена в состав 33-й, в 1985 году — 11-й, в 1992 году — 33-й, в 1994 году — вновь 11-й дивизии 1-й флотилии подводных лодок Северного флота.
В 1985-1992 годах в составе 11-й дивизии входила в состав третьей ударной группы вместе с двумя ПЛАРК проекта 670М, несла вымпел заместителя командира дивизии.
3 июня 1992 года переклассифицирована в атомную большую подводную лодку и переименована в Б-324.
В 2000 году была выведена из состава ВМФ. Утилизирована в 2005 году.

## Инциденты

### Столкновение
В 1981 году К-324 столкнулась с неопознанной американской или китайской АПЛ в заливе Петра Великого, неподалёку от Владивостока. Сообщалось о получении кораблём тяжёлых повреждений. Представители СССР заявили, что кроме К-324 в том районе советских субмарин не было.

### Эпизод с антенной
31 октября 1983 года лодка в Саргассовом море под командованием капитана 2 ранга В. А. Терёхина вела наблюдение за американским фрегатом USS McCloy (FF-1038) типа «Бронштейн», записывая параметры работы секретного комплекса обнаружения подводных лодок TASS (Towed Array Surveillance System). При прохождении за кормой фрегата лодка задела винтом буксируемую низкочастотную гидроакустическую антенну комплекса, которая представляла собой длинный металлический трос с датчиками. 
Антенна намоталась на винт лодки, субмарина практически потеряла ход и осуществила вынужденное всплытие. Прибывшие на место происшествия американские эсминцы «Питерсон» и «Николсон» в течение 10 дней сопровождали лодку, всеми способами пытаясь вернуть сверхсекретную антенну. Для предотвращения возможного захвата лодка была подготовлена к взрыву. Прибывшее советское судно «Алдан» отбуксировало К-324 в Гавану, откуда антенна была максимально быстро доставлена самолётом в СССР для изучения. Лодка прошла в Гаване необходимый ремонт и возобновила боевое дежурство, которое продолжалось ещё две недели.